# 盐川洋介
盐川洋介，是日本的游戏制作人，参与《Fate/Grand Order》的游戏制作。

## 简介
盐川洋介在2000年加入史克威尔（后史克威尔合并到史克威尔艾尼克斯），在《王国之心》、《王国之心II》制作中担任战斗系统设计师。在《最终幻想 纷争》制作中担任创意总监。
2009年被派往史克威尔艾尼克斯美国分部，参与日美合作项目《Death By Cube》、《谋杀：灵魂疑犯》、《祭品与雪之刹那》，后回国。
盐川洋介与《Fate/Grand Order》首位游戏制作人庄司显仁为知己故交，在《Fate/Grand Order》游戏测试阶段，盐川洋介注意到《Fate/Grand Order》存在的问题，并列出将近100项修改意见，尤其注重如何让新玩家从视觉上就能明白游戏内容和运营意图。
盐川洋介曾和DELiGHTWorks（《Fate/Grand Order》运营公司）的员工通过TYPE-MOON有过数次的交流。当时游戏的开发团队基本是做主机游戏出生的，和他有较多的契合点，因此他对于《Fate/Grand Order》有较深的情感，于是在2016年，盐川洋介从史克威尔艾尼克斯离职，加入DELiGHTWorks并成为《Fate/Grand Order》的创意总监，负责遊戲的开发与经营工作，主要职务是在现场指挥开发团队，以及决定游戏最终发展方向。
2017年10月14日，盐川洋介在DELiGHTWORKS开设个人演讲会，召集16名学生，让学生了解游戏制作方面的各种业务。
2018年4月1日，盐川洋介将担任大阪成蹊大学客座教授。並從《Fate/Grand Order》的创意总监升任创意制作人，负责《Fate/Grand Order》PROJECT整体游戏制作、规划全新专案、协调各专案之间的合作，以及游戏的最终决策等工作。

## 外部連結
- 盐川洋介的X（前Twitter）